# Haageocereus
Haageocereus es un género de cactus columnares  casi exclusivamente  endémico de Perú, cuyas especies se distribuyen desde el norte de Piura (Perú) hasta el norte de Chile. En Perú, las especies de este género crecen entre los 50 y 2800 m s. n. m. abarcando el desierto costero del Pacífico, el bosque seco de Piura y los Andes del sur, en Arequipa.

## Taxonomía
El género fue descrito por Curt Backeberg y publicado en Cactus Journal (Croydon) 1: 52. 1933.
Etimología
Haageocereus: nombre genérico  de Haageo en honor al apellido de la familia Haage, cultivadores alemanes, y Cereus = cirio, en referencia a la forma de cirio o columna de sus tallos.

## Especies
- Haageocereus acranthus
  - Haageocereus acranthus subsp. acranthus
  - Haageocereus acranthus subsp. olowinskianus
- Haageocereus albispinus
- Haageocereus australis
- Haageocereus chalaensis
- Haageocereus decumbens
- Haageocereus fascicularis
- Haageocereus icensis
- Haageocereus icosagonoides
- Haageocereus lanugispinus
- Haageocereus pacalaensis
- Haageocereus platinospinus
- Haageocereus pluriflorus
- Haageocereus pseudomelanostele
  - Haageocereus pseudomelanostele subsp. pseudomelanostele
  - Haageocereus pseudomelanostele subsp. aureispinus
  - Haageocereus pseudomelanostele subsp. carminiflorus
  - Haageocereus pseudomelanostele subsp. chryseus
  - Haageocereus pseudomelanostele subsp. turbidus
- Haageocereus pseudoversicolor
- Haageocereus subtilispinus
- Haageocereus tenuis
- Haageocereus versicolor
- Haageocereus vulpes
- Haageocereus zangalensis

## Sinonimia
- Floresia Krainz & F.Ritter ex Backeb. (nom. inval.)
- Haageocactus Backeb. (nom. inval.)
- Lasiocereus F.Ritter
- Neobinghamia Backeb.
- Peruvocereus Akers